# Ljósá
Ljósá is een dorp dat behoort tot de gemeente Eiðis kommuna in het westen van het eiland Eysturoy op de Faeröer. Ljósá heeft 33 inwoners. De postcode is FO 466. Ljósá werd gesticht in het jaar 1840.

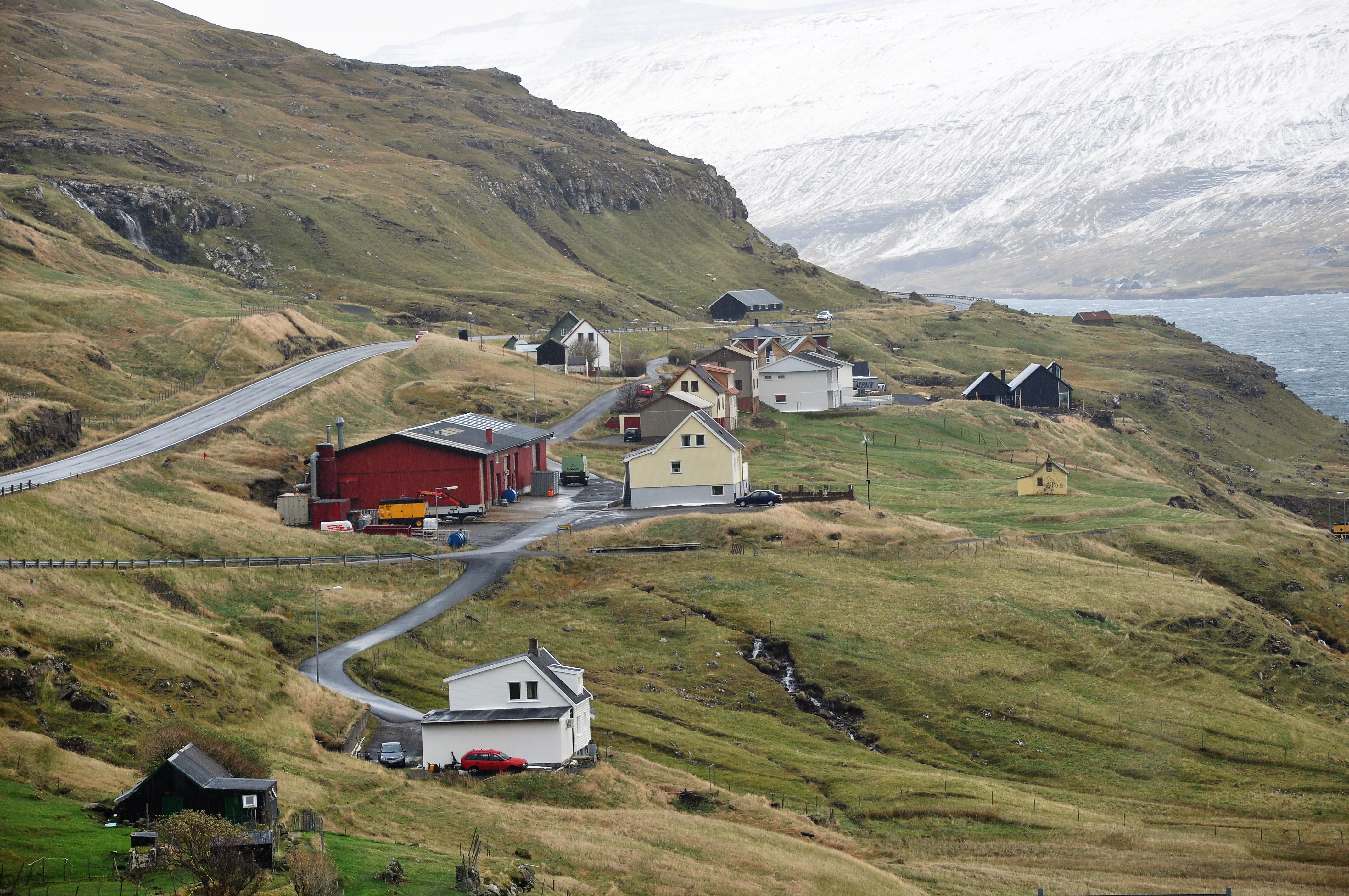
Ljósá, gezien vanuit het noorden, met Langasandur zichtbaar aan de andere kant van Sundini (op Streymoy).
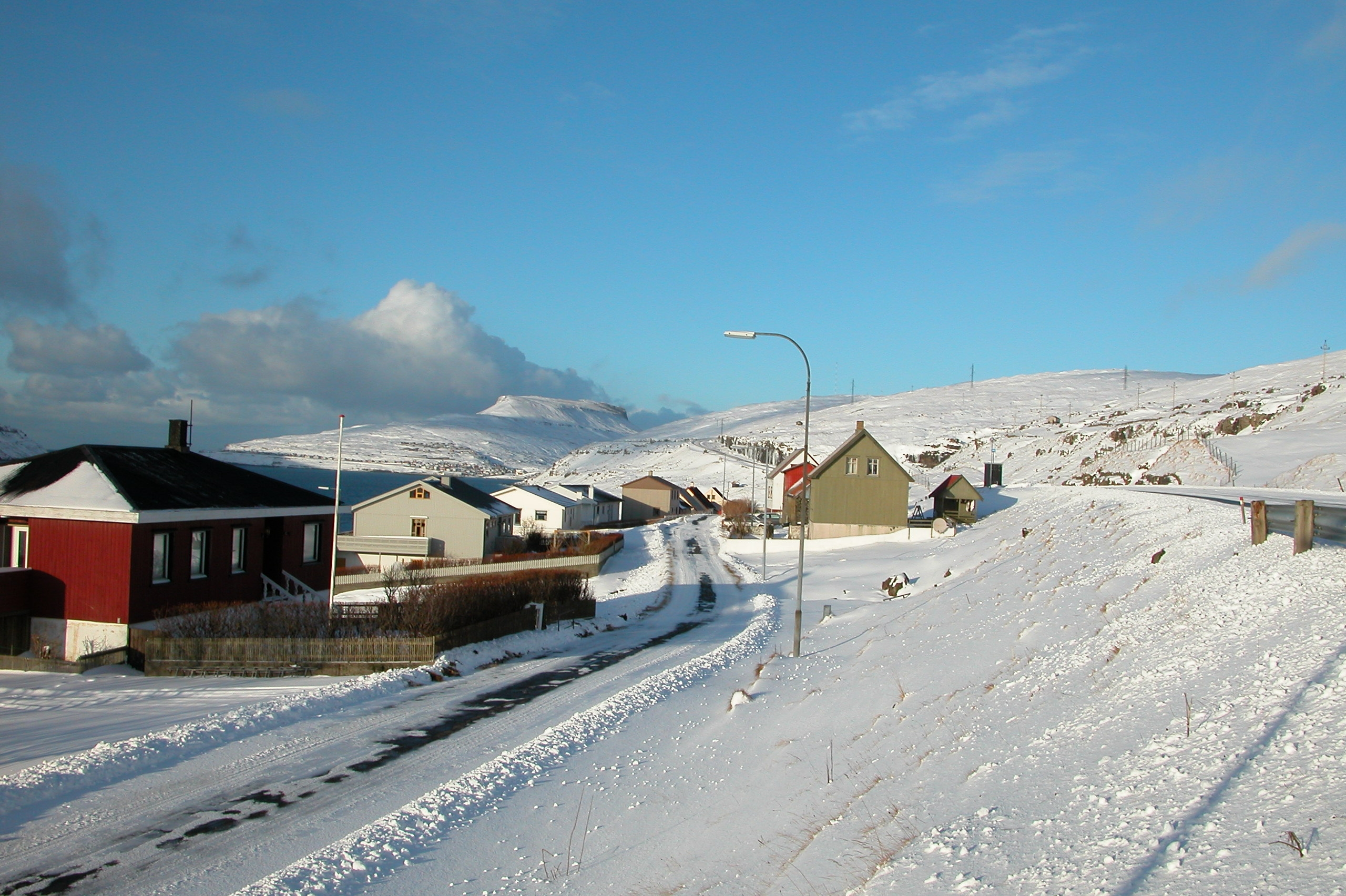
Ljósá, gezien vanuit het zuiden, met het dorp Eiđi zichtbaar in de verte.
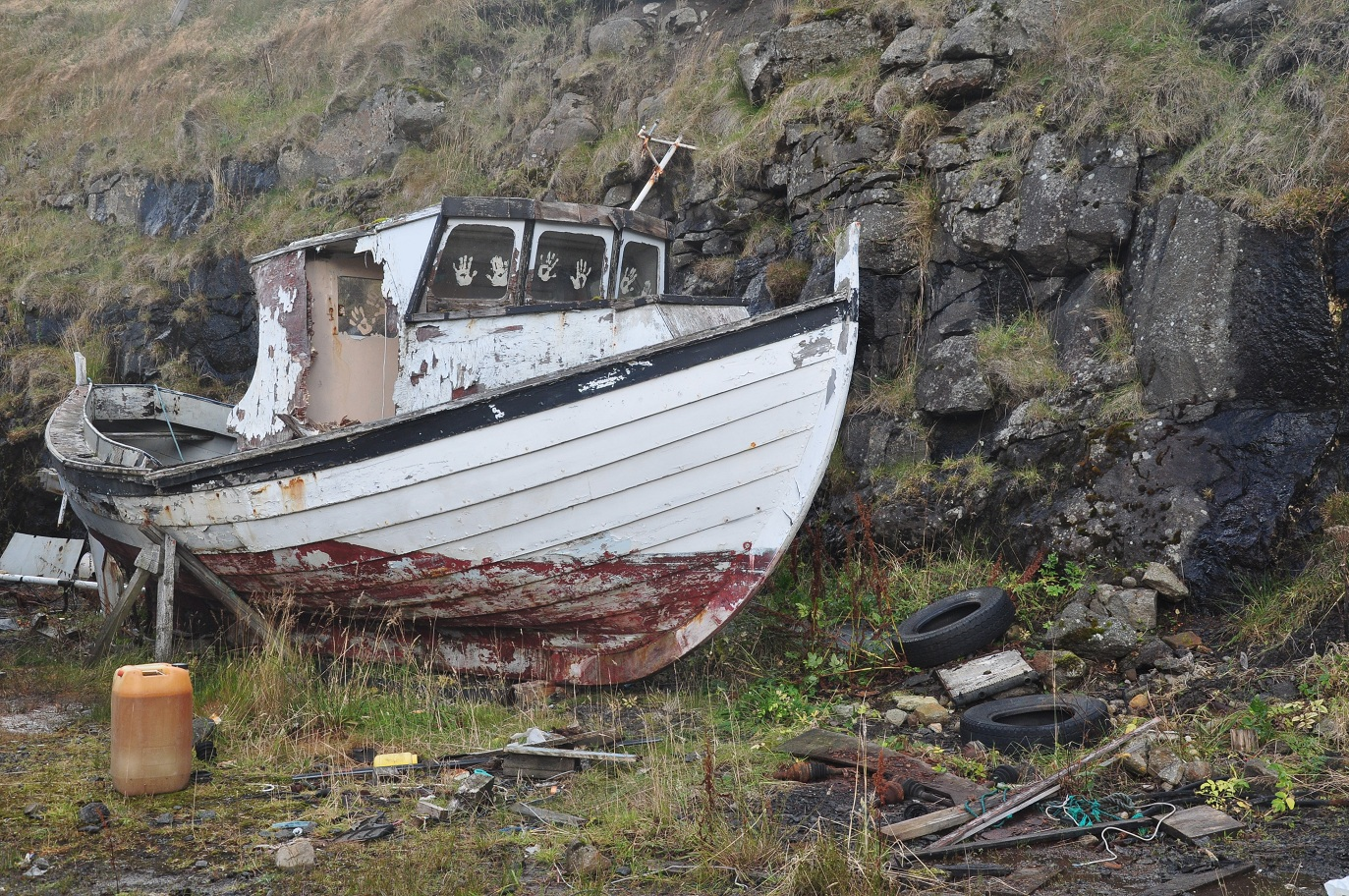
Verlaten boot in de haven van Ljósá.